# 殺人罪 (日本)
殺人罪（さつじんざい）とは、人を殺すことを内容とする犯罪であり、広義には刑法第2編第26章に定める殺人の罪（刑法199条〜203条）を指し、狭義には刑法199条に規定されている殺人罪を指す。日本の刑法における殺人罪は故意による殺人をいい（刑法38条参照）、過失により人を死に至らしめた場合は過失致死罪（刑法210条）となる。

## 概要
旧・刑法では謀殺罪と故殺罪に分けられており、あらかじめ謀って殺害した場合や、毒物を用いて殺害した場合は謀殺罪、それ以外の場合は故殺罪とされていた。また故殺罪の中でも、その態様によって細かく区分され、それぞれ法定刑が異なっていた。しかし、現行法ではこのような区別は存在せず、いかなる態様であっても、故意に他人を殺害した場合は殺人罪が成立しうる。そのため、諸外国と比べても包括的な犯罪類型であり、法定刑もかなり広くとられている。

### 保護法益
本罪の保護法益は人の生命である。

### 本罪の客体
本罪の客体（対象）は「人」である。人の始期（胎児の区別）と終期（死者の区別）については問題となる。
- 人の始期
人を殺害した場合には「殺人罪」になるが、胎児を殺害した場合には殺人罪よりは軽い「堕胎罪」となる（その胎児を殺したことにより、自然の分娩時期を早めた場合）。日本での刑法上の通説・判例は一部露出説をとる（民法上は全部露出説がとられている）[1]。
- 人の終期
生きている人の体を損壊して殺害した場合には「殺人罪」になるが、死体を損壊したにとどまる場合には殺人罪よりは軽い死体損壊罪となる。現代では三兆候説と脳死説が対立しており、脳死者からの臓器摘出の法的な位置づけが問題となっている[2]。

### 適用範囲
日本法は属地主義（犯罪が行われた場所が日本国内・日本船籍船内・日本籍航空機内である場合に適用される）を原則としている。しかし、人命はきわめて貴重なものであるがゆえに、殺人罪については属地主義に限定せず広い範囲で適用されることが規定されている。
したがって、国内犯（刑法1条）はもちろん、国民の国外犯（刑法3条）、国民以外の者の日本国民に対する国外犯（刑法3条の2）にも適用がある。

## 改正
- 1995年（平成7年）6月:刑法200条（尊属殺人罪）を削除（本改正以前においても尊属殺重罰規定違憲判決以降は無効化）。刑法の条文を文語体から口語体へ変更。
- 2005年（平成17年）1月:有期懲役の上限を15年から20年（加重の場合は20年から30年）へ引き上げ。刑法199条（殺人罪）の法定刑「死刑又は無期若しくは三年以上の懲役」の「三年以上」を「五年以上」へ変更。
- 2025年（令和7年）6月: 「懲役」を「拘禁刑」に変更。

## 殺人罪（狭義）

### 客体
本罪の客体は「人」である。
本罪の性質上、この「人」には法人は含まれず自然人のみを指す。また、行為者以外の他人であることが必要で自殺は殺人罪とはならない。

### 故意
殺人罪は故意犯である（刑法38条1項）。殺人の故意はなかったが、暴行・傷害によって他人を死に至らしめた場合には、殺人罪ではなく傷害致死罪となる。殺人の故意も暴行・傷害の故意もないが過失によって人を死に至らしめた場合には過失致死罪（または、その特別類型である業務上過失致死罪や重過失致死罪等）となる。

### 法定刑
殺人罪の法定刑は、死刑または無期もしくは5年以上の拘禁刑である。2004年（平成16年）の刑法改正により、従来の「3年以上」から刑の下限が引き上げられた。もちろん、法律上の減軽や酌量減軽により5年未満の刑を宣告することは可能である。
なお、組織的な犯罪の処罰及び犯罪収益の規制等に関する法律（組織的犯罪処罰法）の適用を受ける場合には、法定刑は死刑または無期もしくは6年以上の懲役に加重される（組織的犯罪処罰法3条1項3号）。

### 心神喪失者に対する措置
心神喪失の状態で人を殺しても責任が阻却され、殺人罪は成立しない。ただし、殺人罪は重大な法益侵害行為であることから、心神喪失等の状態で重大な他害行為を行った者の医療及び観察等に関する法律における「対象行為」に該当し、裁判所は、心神喪失の状態で殺人を行った者に医療を受けさせるために入院させる決定等をすることができる。

### 未遂
未遂も罰せられる（刑法203条、殺人未遂罪）。未遂とは殺害行為に着手したが相手が死ななかった場合である。相手が怪我をしたにとどまる場合は法条競合として傷害罪ではなく殺人未遂罪のみが成立する。被害者が無傷の場合でも暴行罪や脅迫罪ではなく殺人未遂罪のみ成立する（たとえば、殺害を意図して拳銃を撃ったが弾がはずれた場合や、料理に致死量の毒を混ぜて与えたが相手がそれを食べなかった場合）。殺人未遂罪で逮捕されたあとに被害者が亡くなった場合は、殺人罪に変更される。
なお、組織的な犯罪の処罰及び犯罪収益の規制等に関する法律（組織的犯罪処罰法）の適用を受ける場合には、同法に従って処罰される（組織的犯罪処罰法4条）。

### 罪数
殺人罪との法条競合
以下の犯罪は、殺人罪が成立する場合は同時に成立することはない。
- 嘱託殺人罪・同意殺人罪（刑法202条） - 6か月以上7年以下の拘禁刑
- 強盗致死罪・強盗殺人罪（刑法240条） - 死刑または無期拘禁刑
- 人質殺害罪（人質による強要行為等の処罰に関する法律4条） - 死刑または無期拘禁刑。条文に「殺したときは」とされており、致死の結果だけではなく殺人の故意が必要。

包括一罪又は観念的競合として殺人罪を包含するもの
以下の犯罪の実行により殺人が行われた場合には包括一罪又は観念的競合として、殺人罪より重い罪である以下の犯罪の刑罰のみによって処罰され、さらに殺人罪として独立に処罰されることはない。
- 内乱罪（刑法77条） - 死刑または無期拘禁刑。
- 外患誘致罪（刑法81条） - 死刑
- 外患援助罪（刑法82条） - 死刑または無期もしくは2年以上の拘禁刑
- 現住建造物等放火罪（刑法108条） - 死刑または無期もしくは5年以上の拘禁刑

他の罪の結果的加重犯等のうち殺人罪に準ずるもの
加害者に殺人の故意がなくても（被害者の死亡結果に対する認容がない、または検察官が立証できない場合においても）、殺人罪同等の罪が問われるもの。
- 汽車転覆等致死罪（刑法126条） - 死刑または無期拘禁刑
- 水道毒物等混入致死罪（刑法146条） - 死刑または無期もしくは5年以上の拘禁刑
- 不同意わいせつ致死傷罪（刑法181条第1項） - 無期または3年以上の拘禁刑（罪質が悪質であり死刑を問うべき場合には、別途殺人の故意を要する）
- 不同意性交等致死傷罪（刑法181条第2項） - 無期または6年以上の拘禁刑（罪質が悪質であり死刑を問うべき場合には、別途殺人の故意を要する）
- 強盗・不同意性交等致死傷罪（刑法241条後段） - 死刑または無期拘禁刑
- 航空機強取等致死罪（航空機の強取等の処罰に関する法律） - 死刑または無期拘禁刑
- 航空機墜落等致死罪（航空の危険を生じさせる行為等の処罰に関する法律） - 死刑または無期もしくは7年以上の拘禁刑
- 航空機破壊等致死罪（同上） - 死刑または無期もしくは3年以上の拘禁刑

他の罪の結果的加重犯のうち殺人罪を構成していないもの
殺人罪同等の責任を問うには加害者の故意があることを要し、独立に殺人罪を構成する。この場合、元の罪は包括一罪として殺人罪に含め評価される。
- ガス漏出等致死罪（刑法118条） - ガス漏出等罪と傷害罪を比較し重い方の刑
- 往来妨害致死罪（刑法124条） - 往来妨害罪と傷害罪を比較し重い方の刑
- 浄水汚染等致死罪（刑法145条） - 浄水汚染罪等の罪と傷害罪を比較し重い方の刑
- 特別公務員職権濫用等致死罪（刑法196条） - 特別公務員職権濫用罪等と傷害罪を比較し重い方の刑
- 同意堕胎致死罪（刑法213条） - 3か月以上5年以下の拘禁刑
- 業務上堕胎致死罪（刑法214条） - 6か月以上7年以下の拘禁刑
- 不同意堕胎致死罪（刑法216条） - 不同意堕胎罪と傷害罪を比較し重い方の刑
- 遺棄等致死罪（刑法219条） - 遺棄罪等と傷害罪を比較し重い方の刑
- 逮捕等致死罪（刑法221条） - 逮捕監禁罪等と傷害罪を比較し重い方の刑

殺人罪と相容れない致死罪
致死の結果について加害者の故意がある場合、殺人罪のみが成立し当該犯罪を構成しないもの。
- 傷害致死罪（刑法205条） - 3年以上の有期拘禁刑
- 危険運転致死罪（刑法208条の2） - 1年以上の有期拘禁刑
- 過失致死罪（刑法210条） - 50万円以下の罰金
- 業務上過失致死罪（刑法211条） - 5年以下の懲役・禁錮または100万円以下の罰金
- 重過失致死罪（刑法211条） - 同上

## 殺人予備罪
予備も罰せられる（刑法201条、殺人予備罪）。法定刑は1月以上2年以下の拘禁刑である。殺人の実行の着手以前の準備行為をいい、殺人を犯す目的で凶器や毒物を用意して現場の下見を行う場合などがこれにあたる。殺人を犯す目的を必要とする目的犯である。
政治目的のために殺人予備をした場合は破壊活動防止法が適用されるため、5年以下の拘禁刑に処される（破壊活動防止法39条）。
奥崎謙三は首相である田中角栄の殺害を計画し『田中角栄を殺すために記す』と題する本を自費出版するなどしたが、殺人予備罪で書類送検されている（後に不起訴）。
なお、組織的な犯罪の処罰及び犯罪収益の規制等に関する法律（組織的犯罪処罰法）の適用を受ける場合には、法定刑は5年以下の拘禁刑に加重される（組織的犯罪処罰法6条1項1号）。

## 尊属殺人罪の削除
刑法200条には、自己または配偶者の直系尊属を殺害した場合には、死刑又は無期懲役に処するという尊属殺人が規定されていたが、刑罰が極端で尊属の尊重という刑罰目的を達するに必要な合理的限度を越えているとして1973年（昭和48年）に最高裁判所で違憲判決が確定した（尊属殺重罰規定違憲判決）。以後は法務省の通達により適用されず、1995年（平成7年）の刑法改正に伴い削除された。

## 殺人罪の公訴時効
2010年（平成22年）4月に施行となった「刑法及び刑事訴訟法の一部を改正する法律（平成22年法律第26号）」により、殺人罪等が適用される死刑に相当する凶悪事件において公訴時効が廃止された。（ただし現住建造物等放火罪は廃止されず公訴時効が25年に延長された）。